# Mosaïque d'Omnia tibi Felicia
La mosaïque d'Omnia tibi Felicia est une mosaïque romaine datée du IVe siècle et découverte sur le site archéologique de Dougga. Elle est conservée au musée national du Bardo.

## Histoire et localisation

### Histoire antique
La mosaïque a été trouvée à Dougga.
Elle est datée du IVe siècle.

### Redécouverte
La mosaïque, retrouvée dans le vestibule d'une maison à laquelle elle a donné son nom, a été déposée et transportée au musée national du Bardo.

## Composition et description

### Composition
L'œuvre est conservée de manière partielle.

### Description
La mosaïque est simple : la formule Omnia tibi Felicia (« Puisses-tu te réjouir de tout » ou « Que tout te porte bonheur » en latin) est entourée d'une couronne végétale et des végétaux sont présents dans chacun des quatre angles.

## Interprétation
La représentation est une forme de bienvenue pour les invités et une promesse d'un bon accueil.